# Tisova
Tisova je naselje u općini Prijedor (Republika Srpska, BiH).
Prema popisu iz 1991. godine nacionalni sastav je bio sljedeći:
- Hrvati – 194
- Srbi – 28
- Jugoslaveni – 24

Ukupno – 246